# Azdarar

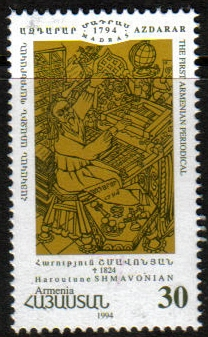
Timbre-poste émis par la Poste arménienne commémorant le bicentenaire dAzdarar, représentant Haroutioun Chemavonian.

Azdarar (en arménien Ազդարար, « Le Moniteur ») est le premier journal publié en arménien.

## Historique
La première édition de ce périodique mensuel remonte au 16 octobre 1794 et est l'œuvre du prêtre Haroutioun Shmavonian, actif dans le milieu de l'imprimerie au sein de la prospère diaspora arménienne de Madras, en Inde. 18 numéros se succèdent jusqu'en mars 1796, date de l'arrêt de la publication, et abordent des thèmes variés allant de la culture à la religion et à l'histoire, en passant par la vie de la communauté ; Azdarar est largement diffusé dans la diaspora et en Arménie, « porte-parole des élites du temps ».

## Succession
La publication sous le même nom a repris le 19 janvier 2007 à Calcutta à l'initiative de l'Arméno-Américaine Nora Andreasyan-Tomas.